# USS 엔터프라이즈 (NCC-1701-C)
USS 엔터프라이즈(영어: The USS Enterprise-C in Starfleet)는 2332년 진수되어 2344년 파괴된 앰배서더 계열의 함선이다. 함장은 레이첼 가렛 여함장이다.
2344년, 엔터프라이즈-C는 나렌드라 III 행성에 위치한 클링온 전초기지의 구조신호를 수신받고 전투현장으로 간다. 그곳에서는 클링온과 로뮬런 사이에 전투가 벌어지고 있었다. 그러나 엔터프라이즈-C는 로뮬런에 의해 심한 손상을 입었고,  알 수 없는 이유로 2366년으로 시간 여행을 하게 된다.
C가 여행한 2366년은, 우주력(stardate)이 아닌 전투력(combatdate)을 사용하고, 클링온과 적대적인 관계로 되어 가는 우주였다. 
(사실은 원래부터 우주력 대신 전투력을 사용하고 클링온과 적대적인 관계의 우주가 아니었다. 우주력을 사용하던 원래의 우주에서는 엔터프라이즈-C가 나렌다-III 행성에서의 전투에서 클링온을 돕다가 로뮬런에게 파괴당한 후로 명예를 중시하는 클링온제국과 연방을 결성되는 타임라인이었다.
하지만 엔터프라이즈-C가 나렌다-III 전투의 여파로 시간여행을 하게 되면서 역사에는 엔터프라이즈-C가 전투 중 도주한 것으로 기록되게 되고 명예를 중시하는 클링온과 사이가 틀어지며 전투력을 사용하는 비관적인
타임라인이 형성되어 버린것이다.)
전투력을 사용하는 타임라인에서 피카드 함장이 지휘하는 엔터프라이즈-D는 가이넌으로부터의 조언을 받아들여(가이넌의 조언 뿐만 아니라 이 타임라인에서는 클링온과 전쟁중이며 상황이 좋지 않게 흘러간다.) 엔터프라이즈-C를 원래의 타임라인으로 되돌려보내기 위해 노력한다.
이때 엔터프라이즈-D의 타샤 야 대위가 엔터프라이즈-C로 가게 된다.(가이넌(선형 시간을 뛰어넘는 인지력을 가진, 종족을 알 수 없는 존재. 인간 계열인 것은 확실하다.)으로부터 자기가 무의미하게 죽었다는 말을 들었기 때문.)
엔터프라이즈-D는 클링온 함선 3척이 나타나자 엔터프라이즈-C가 다시 원래 타임라인으로 갈 수 있게 하기 위해 전투를 벌인다. 그러다가 워프 코어 붕괴가 발생하기 2분 전까지 가게 되고 라이커 부함장과 엔터프라이즈-C의 레이첼 가렛 함장이 사망한다. 설상가상으로 페이저 동력 전달 장치마저 손상되자 피카드 함장은 수동 페이저 포격으로 대항한다. 52초 후, C는 다시 원래 타임라인으로 가게 되고, 전투 끝에 결국 파괴된다. 
기존 역사대로 흘러간 이 전투를 계기로 클링온과 연방 간의 관계가 돈독해지게 된다.(TNG: 어제의 엔터프라이즈)